# Дансмјур (Калифорнија)
Дансмјур (енгл. Dunsmuir) град је у америчкој савезној држави Калифорнија. По попису становништва из 2010. у њему је живело 1.650 становника.

## Демографија
Према попису становништва из 2010. у граду је живело 1.650 становника, што је 273 (14,2%) становника мање него 2000. године.
| Група             | 2000.         | 2010.         |
| Белци             | 1.619 (84,2%) | 1.340 (81,2%) |
| Афроамериканци    | 36 (1,9%)     | 32 (1,9%)     |
| Азијати           | 10 (0,5%)     | 15 (0,9%)     |
| Хиспаноамериканци | 191 (9,9%)    | 167 (10,1%)   |
| Укупно            | 1.923         | 1.650         |